# William Blume Levy
William Blume Levy (Horsens, 14 januari 2001) is een Deense wielrenner die vanaf 2022 voor het Noorse Uno-X Pro Cycling Team uitkomt.

## Overwinningen
2018
2e etappe Tour du Pays de Vaud 
jongerenklassement Tour du Pays de Vaud
3e etappe a Sint-Martinusprijs Kontich
2019
Ronde van Vlaanderen voor Junioren
2021
Gylne Gutuer

## Resultaten in voornaamste wedstrijden
|      | \| Jaar \| Gent-Wevelgem \| Ronde van Vlaanderen \| Parijs-Roubaix \| Amstel Gold Race \| Parijs-Tours \| \| ---- \| ------------- \| -------------------- \| -------------- \| ---------------- \| ------------ \| \| 2022 \| \| opgave \| opgave \| \| 94e \| \| 2023 \| opgave \| 84e \| 122e \| \| 87e \| \| 2024 \| 82e \| opgave \| \| \| 44e \| \| 2025 \| opgave \| 87e \| 91e \| opgave \| \| |                      |                |                  |              |
| Jaar | Gent-Wevelgem | Ronde van Vlaanderen | Parijs-Roubaix | Amstel Gold Race | Parijs-Tours |
| 2022 | | opgave               | opgave         |                  | 94e          |
| 2023 | opgave | 84e                  | 122e           |                  | 87e          |
| 2024 | 82e | opgave               |                |                  | 44e          |
| 2025 | opgave | 87e                  | 91e            | opgave           |              |

## Ploegen
- 2020 –  ColoQuick
- 2021 –  ColoQuick
- 2022 –  Uno-X Pro Cycling Team
- 2023 –  Uno-X Pro Cycling Team
- 2024 –  Uno-X Pro Cycling Team
- 2025 –  Uno-X Mobility

Abrahamsen · Andersen · Blikra · Charmig · Dversnes · Eg · Gregaard · Gudmestad · Halvorsen · Hansen · Hindsgaul · Holter · Hulgaard · A. Johannessen · T. Johannessen · K. Kulset · S. Kulset · Larsen · Levy · Resell · Saugstad · A. Skaarseth · I. Skaarseth · Sleen · Tiller · Træen · Urianstad · Wærenskjold · Wærsted
Abrahamsen · Andersen · Bendixen · Blikra  · Blume Levy · Charmig · Dversnes · Eg · Fredheim · Gregaard · Gudmestad · Halvorsen · Hindsgaul · Holter · A. Johannessen · T. Johannessen · Kristoff · M. Kulset · S. Kulset · Larsen · Norman Leth · Resell · Sander Hansen · Skaarseth · Tiller · Træen · Urianstad · Wærenskjold
Abrahamsen · Andersen · Bendixen · Bévort · Blikra  · Blume Levy · Cort · Dversnes · Eiking (vanaf 8/2) · Fredheim · Gudmestad · Hoelgaard · Holter · Hvideberg · A. Johannessen · T. Johannessen · Kristoff · J. Kulset · M. Kulset · S. Kulset · Larsen · Leknessund · Løland · Resell · Sander Hansen · Skaarseth · Tiller · Urianstad · Wallin · Wærenskjold